# Francisco Mora Berenguer
Francisco Mora Berenguer (Sagunto, 7 de septiembre de 1875-Cabanes, 24 de enero de 1961), fue un arquitecto español, uno de los más destacados del modernismo valenciano.

## Biografía
Nacido en el municipio valenciano de Sagunto el 7 de septiembre de 1875, realizó sus primeros estudios en su ciudad natal, trasladándose más tarde a Barcelona para estudiar en la Escuela de Arquitectura dirigida por Domènech i Montaner. Se matriculó en dicha escuela en 1890, obteniendo el título en 1898. Fue compañero de estudios de Manuel Peris Ferrando y estuvo vinculado en los años de su carrera con Buenaventura Conill, frecuentando a menudo el taller de Antonio Gaudí. Tras terminar sus estudios ocupó plaza de arquitecto municipal en Gandesa y en Tortosa.
Su llegada a Valencia se produjo en el año 1901, al obtener el cargo de arquitecto municipal del Ensanche, puesto que ocuparía hasta 1951 y que combinó con la profesión libre de arquitecto con el diseño y construcción de un buen número de edificios en la ciudad de Valencia. Dos años después de su llegada realizó para Manuel Gómez la casa número 31 de la calle de la Paz, primera de las edificaciones conocidas como Casas Sagnier. Estas primeras obras están muy influidas por el modernismo de Domenech, y esta concretamente bebe de la Casa Calvet de Gaudí. En 1905 se cambió un proyecto, diseñado en un principio por Antonio Martorell, por otro de Mora para el mismo Manuel Gómez. Este edificio ubicado en la calle de la Paz esquina Comedias es la segunda de las Casas Sagnier.
Un tercer ejemplo de este tipo de decoración lo ofrece en el primer proyecto para la casa de F.Ordeig, en la plaza del Mercado, número 13, fechado en 1907 y que más tarde fue sustituido por otro distinto de una línea de revival góticofloral.
A partir de 1908 inició una fase de revival neogótico, cuyos elementos estaban inspirados en monumentos locales de estilo gótico valenciano. De esta época son el proyecto definitivo de la casa de F.Ordeig, comentada con anterioridad, y la construcción del Palacio Municipal de la Exposición Regional Valenciana de 1909, una combinación de elementos inspirados en los principales monumentos góticos de la Comunidad Valenciana.
Aparte de estas construcciones, Mora se encargó de la restauración de la puerta de los Apóstoles de la catedral de Valencia en 1909.
En 1910 se planteó la construcción de un Mercado Central de Valencia y con ello los oportunos concursos. Mora fue relevado como arquitecto municipal para poder presentar uno de líneas neomudéjares, que fue rechazado. Pero no todo fue malo porque dos años más tarde, en 1912, consiguió la aprobación de su Plan de Ensanche para Valencia, sobre una superficie de 1300 hectáreas.
Y ya en 1913 proyectó su obra maestra por excelencia: el Mercado de Colón, que lo finalizó en el año 1916. Un año antes, en 1915, fue nombrado académico de número de la Real Academia de Bellas Artes de San Carlos de Valencia.
Años más tarde participó en obras de estilo francés, como las dos casas gemelas para Carmen Ortiz de Taranco en la calle Maestro Gozalbo 1924, y será el introductor del casticismo con obras como la del Banco Hispano Americano, en la calle de las barcas, construido en 1925 y derribado en 1970.
De 1925 data uno de sus últimos proyectos: la Escuela Industrial, de la que era profesor de Estereotemía, pero que no se construyó hasta más tarde, sufriendo diversas reformas.
Desde 1920 hasta su muerte, participó activamente en congresos profesionales, teniendo una intensa vida social y de representación, siendo Decano del Colegio de Arquitectos de Valencia y presidente del Consejo Superior de los Colegios de Arquitectos de España.

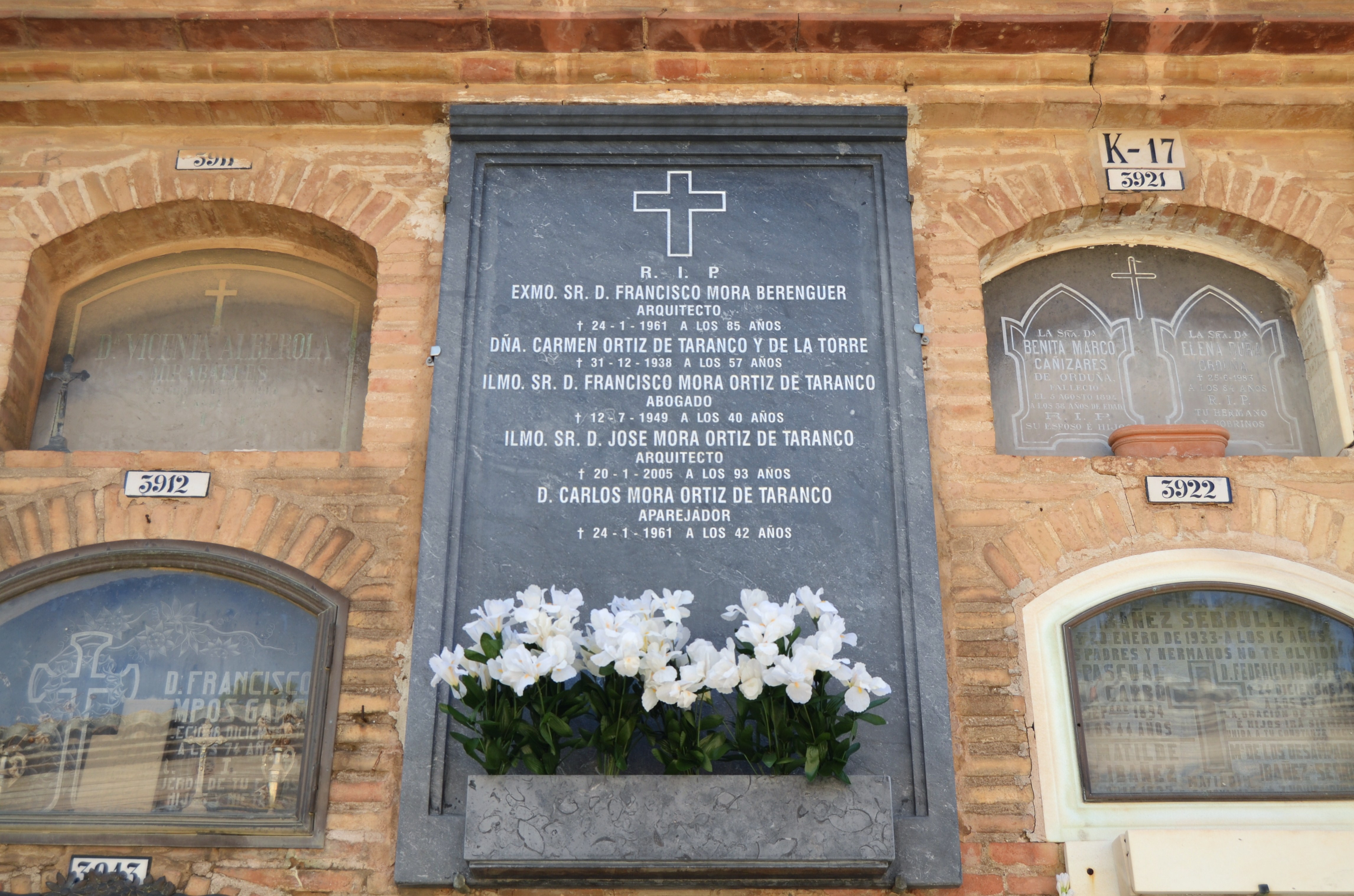
Tumba de Francisco Mora en el cementerio general de Valencia.

También fueron obra suya la iglesia parroquial de La Punta, el Hospital Asilo de San Juan de Dios para niños escrofulosos (en la playa de la Malvarrosa), la fachada de la Casa Consistorial de Valencia en 1909 con la colaboración de Carlos Carbonell, la casa y capilla para Jan Uhr, la casa Suay Bonora en 1909, el Palacio Barón de Quadras en 1904-1906, la casa Noguera, en la plaza del Ayuntamiento, de 1909, y también construyó en torno al Ensanche otros edificios de vivienda con un discreto presupuesto para la ornamentación de la fachada, donde se debatió entre los rescoldos fitomórficos modernistas y las formas más depuradas del clasicismo. Se trata de casos como el edificio de la calle Blanquerías n.º 31 (1918-1920),  las casas en la calle Vivons (1927-28) y el edificio en la Gran Vía Marqués del Turia n.º 42 (1928-30).
Murió en un accidente de automóvil que tuvo lugar a la altura de la Ribera de Cabanes, junto con su hijo Carlos Mora Ortiz de Taranco, el 24 de enero de 1961, cuando contaba con ochenta y cinco años de edad.

## Obras representativas en la ciudad de Valencia
| Año                  | Nombre                                                                | Ubicación                                                            | Descripción | Estado           | Foto                       |
| -------------------- | --------------------------------------------------------------------- | -------------------------------------------------------------------- | --- | ---------------- | -------------------------- |
| 1903[cita requerida] | Iglesia parroquial de la Purísima Concepción                          | La Punta                                                             | | Correcto         |                            |
| 1903                 | Casa Sagnier I o Edificio Gómez I                                     | Calle de la Paz núm. 31 esquina con la calle Bonaire                 | Casa para Manuel Gómez                                                                                            | Correcto         |                            |
| 1904                 | Casa de Vicente Dalfó                                                 | Calle Corregería núms. 11 y 13                                       | |                  |                            |
| 1904                 | Casa para Gregorio Vega                                               | Calle Fresquet                                                       | |                  |                            |
| 1905                 | Ayuntamiento de Valencia                                              | Plaza del Ayuntamiento                                               | Proyecto para ampliar el ayuntamiento con una nueva fachada, en colaboración con Carlos Carbonell.                |                  |                            |
| 1905                 | Casa Sagnier II o Edificio Gómez II                                   | Calle de la Paz número 21 esquina con la calle Comedias              | | Correcto         |                            |
| 1907                 | Hospital Asilo de San Juan de Dios                                    | Calle río Tajo número 1                                              | | Correcto         |                            |
| 1908                 | Casa Ordeig                                                           | Calle Ramilletes número 1 esquina con la plaza del Mercado número 13 | Casa para F. Ordeig. El primer proyecto data de 1907 aunque fue sustituido por otro de revival neogótico en 1908. | Correcto         |                            |
| 1908                 | Casa y capilla para el pastor protestante Jan Uhr                     | Calle Palma número 5                                                 | |                  |                            |
| 1908                 | Palacio Municipal para la Exposición Regional Valenciana de 1909      |                                                                      | Edificio neogótico que recuerda al Miguelete, la Lonja y las Torres de Serranos.                                  | Correcto         |                            |
| 1909                 | Casa Noguera                                                          | Plaza del Ayuntamiento número 22                                     | | Correcto         | Casa Noguera, en el centro |
| 1909                 | Casa Suay Bonora                                                      | Plaza del Ayuntamiento número 23                                     | | Correcto         |                            |
| 1909                 | Restauración de la puerta de los Apóstoles de la Catedral de Valencia |                                                                      | |                  |                            |
| 1910                 | Proyecto del Mercado Central                                          |                                                                      | Proyecto de líneas mudéjares que finalmente no se llevaría a cabo.                                                |                  |                            |
| 1911                 | Casa de la Democracia                                                 | Calle Correos número 11                                              | |                  |                            |
| 1913-1917            | Mercado de Colón                                                      |                                                                      | Edificio proyectado en 1913 y terminado en 1916 o 1917.                                                           | Correcto         |                            |
| 1913                 | Almacenes para Antonio Noguera en la Carretera de Madrid              |                                                                      | |                  |                            |
| 1913                 | Reformas para Teresa Martínez en la Carretera de Ademuz               |                                                                      | |                  |                            |
| 1922                 | Reforma de la fachada del Ateneo Mercantil                            |                                                                      | |                  |                            |
| 1924                 | Reformas interiores en el Ayuntamiento                                |                                                                      | |                  |                            |
| 1924                 | Dos casas para Carmen Ortiz de Taranco                                | Calle Maestro Gozalbo                                                | |                  |                            |
| 1925                 | Proyecto para la Escuela Industrial                                   |                                                                      | |                  |                            |
| 1925                 | Banco Hispano Americano                                               | Calle de las Barcas número 8                                         | | Demolido en 1970 |                            |
| 1925                 | Iglesia de San José de la Montaña                                     | Avenida de San José de la Montaña                                    | Iglesia de carácter historicista.                                                                                 | Correcto         |                            |